# Luis Loayza
Luis Loayza y Elías (Lima, 22 de septiembre de 1934-París, 12 de marzo de 2018) fue un narrador peruano del siglo xx, perteneciente a la Generación del 50.

## Biografía
Estudió Derecho en la Pontificia Universidad Católica del Perú. Loayza participó en la creación de varias revistas literarias y bajo el sello de una de ellas —Cuadernos de Composición que hacía con Abelardo Oquendo- publicó en 1955 su primera colección de cuentos, El Avaro. A finales de los años cincuenta, Loayza partió a Europa y regresó al Perú en 1961. Comenzó entonces a colaborar con el diario Expreso, pero luego, en 1963, abandona nuevamente su país para ir a Estados Unidos y de allí nuevamente a Europa.
En sus obras, que se han convertido en textos de culto dentro de la literatura peruana, se percibe mejor que en otros narradores de su generación la influencia de la tradición clásica. Perteneciente al círculo literario formado por el historiador y académico Raúl Porras Barrenechea, Loayza escribió algunos de los cuentos y ensayos mejor logrados de la literatura peruana. Destacan sus ensayos sobre James Joyce, el Inca Garcilaso y El Lunarejo. El ensayo sobre Joyce tal vez sea uno de los mejores escritos en cualquier lengua acerca del novelista irlandés. Entre sus cuentos destaca El compañero, una joya literaria en la cual el autor escribe una anécdota perteneciente al universo de Homero, desde el punto de vista de un narrador que pareciera pertenecer a su círculo social en Lima, de la clase media y alta.
También destacó como traductor de diferentes escritores, como Nathaniel Hawthorne, Robert Louis Stevenson, Arthur Machen y, principalmente, Thomas de Quincey —Confesiones de un inglés comedor de opio y Suspiria de profundis entre otros textos—.
Su cuento Otras tardes, que presenta la historia de amor entre Carlos, profesor universitario de literatura, y Ana, una alumna de la burguesía limeña, fue traducido al inglés como Cold Afternoons en la Antología Beings: Contemporary Peruvian Short Stories. 
Fue un gran aficionado al ajedrez, ganándole incluso en una ocasión una partida al campeón del mundo Bobby Fischer. 
Luis Loayza fue amigo de Julio Ramón Ribeyro —cuya correspondencia fue publicada a fines de 2005 en la revista Hueso Húmero—, de Abelardo Oquendo, director de la citada publicación y de Mario Vargas Llosa —quien le dedica cálidas páginas en sus memorias—. Con estos dos últimos publicó a finales de los años cincuenta, en Lima, la revista Literatura —reeditada por la Universidad Nacional Mayor de San Marcos. A diferencia de ellos se alejó de la ficción y se dedicó a su trabajo como traductor de organismos internacionales en Ginebra, Suiza, donde vivió desde 1974 hasta la década de 1990, cuando se mudó a París, donde falleció a los 83 años, víctima de una complicación hepática.

## Obra
- El Avaro, cuentos cortos; 1955, Cuadernos de Composición, Lima
- Una piel de serpiente, 1964, novela, Populibros Peruanos, Lima
- El Avaro y otros textos, 1974, Instituto Nacional de Cultura, Lima
- El sol de Lima, 1974, ensayos, Mosca Azul, Lima
- Otras tardes, 1985, cuentos, Mosca Azul, Lima
- Sobre el 900, 1990, ensayos, Hueso Húmero Ediciones, Lima
- Antología, 1997, ensayos, editorial Fondo de Cultura Económica, Lima, colección Piedra del Sol
- Libros extraños, 2000, ensayos, Pre-Textos, Valencia
- Ensayos, 2011, antología, Universidad Ricardo Palma
- Relatos, 2011, antología, Universidad Ricardo Palma
- BEINGS: Contemporary Peruvian Short Stories", 2014, antología, Berforts Press, London